# Honingham
Honingham – wieś w Anglii, w hrabstwie Norfolk, w dystrykcie Broadland. Leży 14 km na zachód od Norwich i 154 km na północny wschód od Londynu.
Miejscowość liczy 342 mieszkańców.